# We Are the Pipettes
We are the Pipettes è il primo album del gruppo indie pop, The Pipettes. È stato pubblicato il 17 luglio 2006 e prende il nome dalla canzone omonima presente nell'album.

## Tracklist
1. "We are the Pipettes" – 2:48
2. "Pull Shapes" – 2:58
3. "Why Did You Stay" – 1:43
4. "Dirty Mind" – 2:43
5. "It Hurts to See You Dance So Well" – 1:53
6. "Judy" – 2:47
7. "A Winter's Sky" – 3:03
8. "Your Kisses are Wasted on Me" – 2:11
9. "Tell Me What You Want" – 2:32
10. "Because it's not Love (But it's Still a Feeling)" – 2:37
11. "Sex" – 2:38
12. "One Night Stand" – 1:40
13. "ABC" – 2:07
14. "I Love You" – 1:37